# Priscilla Ahn
Priscilla Ahn, pseudonimo di Priscilla Natalie Hartranft (Fort Stewart, 9 marzo 1984), è una cantautrice e musicista statunitense.

## Biografia
Nata in Georgia, da adolescente si esibisce come cantante e studia musica. Si trasferisce a Los Angeles e nel 2008 registra il suo primo album A Good Day. Nel frattempo sigla un contratto con la Blue Note Records. Il singolo Dream le permette di raggiungere subito il successo. All'album partecipano tra gli altri Greg Kurstin, Larry Goldings e altri musicisti e autori.
Nel periodo successivo si esibisce con Amos Lee, Joshua Radin, Ray Lamontagne, Willie Nelson, Tiësto, Sodagreen.
Le sue canzoni vengono inserite in molti telefilm (Grey's Anatomy, Ghost Whisperear) e film (Disturbia).
Dopo aver partecipato alla compilation His Way, Our Way, dedicata a Frank Sinatra, collabora con Sia, Eleni Mandell, Inara George e Charlie Wadhams, che appaiono tutti nel suo secondo disco, uscito nel maggio 2011 e prodotto da Ethan Johns.
Nel giugno 2012 pubblica in Giappone un disco di cover. Nell'ottobre dello stesso anno pubblica una raccolta dal titolo Home: My Song Diary, anche questa solo in Giappone. Sempre nel 2012 ha realizzato un Ep collaborativo con Charlie Wadhams.
Il terzo disco in studio di brani inediti è This Is Where We Are, pubblicato nel luglio 2013 in Giappone e Corea e nel febbraio 2014 negli Stati Uniti.

## Vita privata
Nel 2010 si sposa con l'attore Michael Weston.

## Discografia
Album studio
- 2008 - A Good Day
- 2011 - When You Grow Up
- 2012 - Natural Colors
- 2014 - This Is Where We Are

Raccolte
- 2012 - Home - My Song Diary